# Sacey
Sacey é uma comuna francesa na região administrativa da Normandia, no departamento Mancha. Estende-se por uma área de 15,15 km². Em 2010 a comuna tinha 526 habitantes (densidade: 34,7 hab./km²).